# Waiting for "Superman"
Waiting for "Superman" é um documentário norte-americano de 2010, dirigido por Davis Guggenheim e produzido por Lesley Chilcott. O filme analisa as falhas do sistema educacional americano, acompanhando um grupo de crianças e a sua luta para serem aceitos em uma escola autônoma.
O filme recebeu o prêmio do público para o melhor documentário no Festival Sundance de Cinema de 2010 e o de melhor documentário no Critics' Choice Awards.

## Elenco
- Geoffrey Canada
- The Esparza Family
- The Hill Family
- The Jones Family
- Michelle Rhee
- Bill Strickland
- Randi Weingarten
- Eric Hanushek
- Bill Gates